# Golden Globe 1991
La 48ª edizione della cerimonia di premiazione di Golden Globe si è tenuta il 19 gennaio 1991 al Beverly Hilton Hotel di Beverly Hills, California.
Kaitlin Hopkins è stata la Golden Globe Ambassador dell'edizione.

## Premi per il cinema
Vengono di seguito indicati in grassetto i vincitori. Ove ricorrente e disponibile, viene indicato il titolo in lingua italiana e quello in lingua originale tra parentesi.

### Miglior film drammatico
- Balla coi lupi (Dances with Wolves), regia di Kevin Costner
- Avalon, regia di Barry Levinson
- Il padrino - Parte III (The Godfather: Part III), regia di Francis Ford Coppola
- Quei bravi ragazzi (Goodfellas), regia di Martin Scorsese
- Il mistero Von Bulow (Reversal of Fortune), regia di Barbet Schroeder

### Miglior film commedia o musicale
- Green Card - Matrimonio di convenienza (Green Card), regia di Peter Weir
- Dick Tracy, regia di Warren Beatty
- Ghost - Fantasma (Ghost), regia di Jerry Zucker
- Mamma, ho perso l'aereo (Home Alone), regia di Chris Columbus
- Pretty Woman, regia di Garry Marshall

### Miglior regista
- Kevin Costner - Balla coi lupi (Dances with Wolves)
- Francis Ford Coppola - Il padrino - Parte III (The Godfather: Part III)
- Martin Scorsese - Quei bravi ragazzi (Goodfellas)
- Barbet Schroeder - Il mistero Von Bulow (Reversal of Fortune)
- Bernardo Bertolucci - Il tè nel deserto (The Sheltering Sky)

### Miglior attore in un film drammatico
- Jeremy Irons - Il mistero Von Bulow (Reversal of Fortune)
- Robin Williams - Risvegli (Awakenings)
- Kevin Costner - Balla coi lupi (Dances with Wolves)
- Richard Harris - Il campo (The Field)
- Al Pacino - Il padrino - Parte III (The Godfather: Part III)

### Migliore attrice in un film drammatico
- Kathy Bates - Misery non deve morire (Misery)
- Anjelica Huston - Rischiose abitudini (The Grifters)
- Joanne Woodward - Mr. & Mrs. Bridge
- Michelle Pfeiffer - La casa Russia (The Russia House)
- Susan Sarandon - Calda emozione (White Palace)

### Miglior attore in un film commedia o musicale
- Gérard Depardieu - Green Card - Matrimonio di convenienza (Green Card)
- Johnny Depp - Edward mani di forbice (Edward Scissorhands)
- Patrick Swayze - Ghost - Fantasma (Ghost)
- Macaulay Culkin - Mamma, ho perso l'aereo (Home Alone)
- Richard Gere - Pretty Woman

### Migliore attrice in un film commedia o musicale
- Julia Roberts - Pretty Woman
- Mia Farrow - Alice
- Demi Moore - Ghost - Fantasma (Ghost)
- Andie MacDowell - Green Card - Matrimonio di convenienza (Green Card)
- Meryl Streep - Cartoline dall'inferno (Postcards From the Edge)

### Miglior attore non protagonista
- Bruce Davison - Che mi dici di Willy? (Longtime Companion)
- Al Pacino - Dick Tracy
- Andy García - Il padrino - Parte III (The Godfather: Part III)
- Joe Pesci - Quei bravi ragazzi (Goodfellas)
- Héctor Elizondo - Pretty Woman (Pretty Woman)
- Armand Assante - Terzo grado (Q & A)

### Migliore attrice non protagonista
- Whoopi Goldberg - Ghost - Fantasma (Ghost)
- Mary McDonnell - Balla coi lupi (Dances with Wolves)
- Lorraine Bracco - Quei bravi ragazzi (Goodfellas)
- Winona Ryder - Sirene (Mermaids)
- Shirley MacLaine - Cartoline dall'inferno (Postcards From the Edge)
- Diane Ladd - Cuore selvaggio (Wild at Heart)

### Migliore sceneggiatura
- Michael Blake - Balla coi lupi (Dances with Wolves)
- Barry Levinson - Avalon
- Francis Ford Coppola e Mario Puzo - Il padrino - Parte III (The Godfather: Part III)
- Nicholas Pileggi e Martin Scorsese - Quei bravi ragazzi (Goodfellas)
- Nicholas Kazan - Il mistero Von Bulow (Reversal of Fortune)

### Migliore colonna sonora originale
- Ryūichi Sakamoto e Richard Horowitz - Il tè nel deserto (The Sheltering Sky)
- Randy Newman - Avalon (Avalon)
- John Barry - Balla coi lupi (Dances with Wolves)
- Carmine Coppola - Il padrino - Parte III (The Godfather: Part III)
- David Grusin - Havana

### Migliore canzone originale
- Blaze of Glory, musica e testo di Jon Bon Jovi - Young Guns II - la Leggenda di Billy the Kid (Young Guns II)
- Sooner or Later (I Always Get My Man), musica e testo di Stephen Sondheim - Dick Tracy (Dick Tracy)
- What Can You Lose?, musica e testo di Stephen Sondheim - Dick Tracy (Dick Tracy)
- Promise Me You'll Remember, musica di Carmine Coppola e testo di John Bettis - Il padrino - Parte III (The Godfather: Part III)
- I'm Checkin' Out, musica e testo di Shel Silverstein - Cartoline dall'inferno (Postcards From the Edge)

### Miglior film straniero
- Cyrano de Bergerac (Cyrano de Bergerac), regia di Jean-Paul Rappeneau (Francia)
- Requiem per Dominic (Requiem für Dominik), regia di Robert Dornhelm (Austria)
- La ragazza terribile (Das Schreckliche Mädchen), regia di Michael Verhoeven (Germania)
- Taxi Blues (Taksi-Blyuz), regia di Pavel Lungin (URSS)
- Sogni (Yume), regia di Akira Kurosawa (Giappone)

## Premi per la televisione
Vengono di seguito indicati in grassetto i vincitori. Ove ricorrente e disponibile, viene indicato il titolo in lingua italiana e quello in lingua originale tra parentesi.

### Miglior serie drammatica
- I segreti di Twin Peaks (Twin Peaks)
- China Beach
- L'Ispettore Tibbs (In the Heat of the Night)
- Avvocati a Los Angeles (L.A. Law)
- In famiglia e con gli amici (Thirtysomething)

### Miglior serie commedia o musicale
- Cin cin (Cheers)
- Designing Women (Designing Women)
- Cuori senza età (The Golden Girls)
- Sposati... con figli (Married with Children)
- Murphy Brown

### Miglior mini-serie o film per la televisione
- Decoration Day, regia di Robert Markowitz
- I Kennedy (The Kennedys of Massachusetts), regia di Lamont Johnson
- Caroline?, regia di Joseph Sargent
- Operazione Walker (Family of Spies), regia di Stephen Gyllenhaal
- Il fantasma dell'Opera (The Phantom of the Opera), regia di Tony Richardson

### Miglior attore in una serie drammatica
- Kyle MacLachlan - I segreti di Twin Peaks (Twin Peaks)
- James Earl Jones - Gabriel's Fire
- Carroll O'Connor - L'Ispettore Tibbs (In the Heat of the Night)
- Scott Bakula - In viaggio nel tempo (Quantum Leap)
- Peter Falk - Colombo (Columbo)

### Miglior attore in una serie commedia o musicale
- Ted Danson - Cin cin (Cheers)
- Richard Mulligan - Il cane di papà (Empty Nest)
- Burt Reynolds - Evening Shade
- John Goodman - Pappa e ciccia (Roseanne)
- Fred Savage - Blue Jeans (The Wonder Years)

### Miglior attore in una mini-serie o film per la televisione
- James Garner - Decoration Day
- Steven Bauer - Kiki Camarena - Sfida ai narcos (Drug Wars: The Camarena Story)
- Michael Caine - Jekyll & Hyde
- Tom Hulce - Murder in Mississippi
- Burt Lancaster - Il fantasma dell'Opera (The Phantom of the Opera)
- Rick Schroder - Tornato per uccidere (The Stranger Within)

### Miglior attrice in una serie drammatica
- Sharon Gless - I casi di Rosie O'Neill (The Trials of Rosie O'Neill)
- Patricia Wettig - In famiglia e con gli amici (Thirtysomething)
- Dana Delany - China Beach
- Susan Dey - Avvocati a Los Angeles (L.A. Law)
- Jill Eikenberry - Avvocati a Los Angeles (L.A. Law)
- Angela Lansbury - La signora in giallo (Murder, She Wrote)

### Miglior attrice in una serie commedia o musicale
- Kirstie Alley - Cin cin (Cheers)
- Carol Burnett - Carol & Company (Carol & Company)
- Katey Sagal - Sposati... con figli (Married with Children)
- Candice Bergen - Murphy Brown
- Roseanne - Pappa e ciccia (Roseanne)

### Miglior attrice in una mini-serie o film per la televisione
- Barbara Hershey - A Killing in a Small Town (A Killing in a Small Town)
- Annette O'Toole - I Kennedy (The Kennedys of Massachusetts)
- Stephanie Zimbalist - Caroline?
- Lesley Ann Warren - Operazione Walker (Family of Spies)
- Suzanne Pleshette - Leona Helmsley: The Queen of Mean (Leona Helmsley: The Queen of Mean)

### Miglior attore non protagonista in una serie
- Charles Durning - I Kennedy (The Kennedys of Massachusetts)
- Barry Miller - È giustizia per tutti (Equal Justice)
- Jimmy Smits - Avvocati a Los Angeles (L.A. Law)
- Blair Underwood - Avvocati a Los Angeles (L.A. Law)
- Dean Stockwell - In viaggio nel tempo (Quantum Leap)

### Miglior attrice non protagonista in una serie
- Piper Laurie - I segreti di Twin Peaks (Twin Peaks)
- Marg Helgenberger - China Beach
- Park Overall - Il cane di papà (Empty Nest)
- Faith Ford - Murphy Brown (Murphy Brown)
- Sherilyn Fenn - I segreti di Twin Peaks (Twin Peaks)

## Premi onorari
- Golden Globe alla carriera: Jack Lemmon